# Абреакција
Абреакција је намерно или спонтано оживљавање и „пражњење“ афеката који су били повезани са потиснутим представама и сећањима на неки трауматски доживљај који је имао патогено дејство. Доводи до смањења или отклањања емоционалне напетости. Абреаговање је редовно праћено јаким емоционалним „изливима”, узбуђености у понашању и говору. Мада до абреаговања долази и спонтано, обично се јавља током психотерапије. Већина терапеутских поступака психоаналитичке оријентације укључује провокацију и вођење абреакције (психотерапија, психодрама, социодрама, групни рад и слично).